# Battista Pinin Farina
Giovanni Battista „Pinin“ Farina (později Battista Pininfarina, 2. listopadu 1893 – 3. dubna 1966) byl zakladatelem designérské firmy Carrozzeria Pininfarina, která bude navždy spojena s řadou nejznámějších poválečných sportovních automobilů, zejména se značkou Ferrari.

## Život
Giovanni Battista Farina se narodil v severoitalském Turíně jako desáté z jedenácti dětí. Jeho přezdívka „Pinin“ znamená v piemontském dialektu nejmladší /nejmenší (bratr) a poukazuje na skutečnost, že byl předposledním dítětem. Ve dvanácti začal Pinin pracovat v karosářské dílně svého bratra Giovanniho a právě zde můžeme hledat kořeny jeho zájmu o automobily. V bratrově firmě Stabilimenti Industriali Farina pracoval dlouhou řadu let a začal zde navrhovat i své vlastní automobily. Jeho synovcem byl pozdější první mistr světa ve formuli 1, Dr. Guiseppe "Nino" Farina.
V roce 1930 založil Battista „Pinin“ Farina společnost Carrozzeria Pininfarina, jež se zaměřovala na design a konstrukci nových automobilových karosérií a brzy si vydobyla významné postavení. Ve 30. letech patřila k nejvyhledávanějším karosářským firmám nejen v Itálii, ale v celé Evropě. Předstihla ji pouze zavedenější Carrozzeria Touring. Spolupráce „Pinina“ Fariny s automobilkou Ferrari začala v roce 1952. Z tohoto spojení vzešla celá řada proslulých sportovních vozů. Většina, zejména pozdějších návrhů je však dílem Sergia Fariny, který též vedl veškerá jednání s Enzem Ferrarim a který od roku 1959 vede celou firmu. Počátkem 50. let se společnost Stabilimenti Farina stala součástí v té době již podstatně větší Carrozzeria Pininfarina.
V roce 1961 si Battista „Pinin“ Farina oficiálně na doporučení ministra spravedlnosti změnil jméno na Battista Pininfarina. Změnu osobně schválil tehdejší prezident Italské republiky. Poslední design, jehož autorství lze připsat cele „Pininu“ Farinovi, je legendární Duetto 1600 pro automobilku Alfa Romeo. Tento vůz byl poprvé předveden veřejnosti na Ženevském autosalonu v březnu 1966. Necelý měsíc poté, 3. dubna, Battista Pininfarina zemřel.